# قناة الجديد
قناة الجديد هي قناة فضائية لبنانية منوعة خاصة تبث من لبنان باللغة العربية أسسها رجل الأعمال اللبناني تحسين خياط.

## تاريخ قناة الجديد
تأسست «قناة الجديد» عام 1992. وأقفلت قسراً عام 1997 جراء التدخل السوري والقمع الحكومي، ثم أعيد إطلاقها في 2 تشرين الأول عام 2001 خلال احتفال فاخر حضرته شخصيات بارزة في فندق الشيراتون كورال بيتش.
في مطلع عام 2007، طرأ تطور على علامتها المسجلة فعرّب اسم القناة ليصبح «الجديد» عوضاً عن «نيو تي في».

الشعار القديم لقناة الجديد (2001-2007)

## الدعاوى
واجهت القناة مشاكل عدة مع الأحزاب اللبنانية من جميع الانتماءات، من تيار المستقبل إلى حزب الله إلى حركة أمل في عام 2017، مما أدى إلى التهجم على مبنى القناة وتطويقه من قبل أنصار حركة أمل، مع العلم ان معظم المشاكل سببها كشف الجديد لوثائق متعلقة بتهم فساد. وكانت هناك الكثير من الدعاوى التي رفعت على قناة الجديد وبعض العاملين فيها على سبيل المثال لا الحصر: دعاوى على برنامج الفساد والمقدمة غادة عيد. كذلك الدعوة والحبس لكرمى الخياط. التهجير القصري لداليا أحمد مقدمة النشرات الاخبارية. اخيرًا وليس اخرًا الدعوى المقامة من المحكمة الدولية الخاصة بلبنان على كرمى خياط والصحافي في صحيفة الأخبار اللبنانية إبراهيم الأمين الذين قد يسجنان لمدة سبع سنوات أو يدفعان غرامة مالية كبيرة أو الإثنين معا بتهمة «تحقير» المحكمة وتعريض حياة الشهود للخطر.

## وصلات خارجية
- الموقع الرسمي